# 斯坎迪亞鎮區 (明尼蘇達州莫雷縣)
斯坎迪亞鎮區（英語：Skandia Township）是位於美國明尼蘇達州莫雷縣的一個行政鎮區。

## 地方資料
斯坎迪亞鎮區的面積為92.52平方千米，當中陸地面積為90.98平方千米，而水域面積為1.54平方千米。根據2020年美國人口普查的數據，當地共有人口120人，而人口密度為每平方千米1.3人。